# Foreca
Foreca Ltd é uma empresa privada de previsão meteorológica da Finlândia   É o maior de seu tipo nos países nórdicos e está sediado em Espoo, na Finlândia.  A Foreca é uma empresa voltada para o cliente, focada em fornecer serviços meteorológicos para uso comercial internacional.  Este serviço é parcialmente baseado em dados e produtos do Centro Europeu de Previsões Meteorológicas de Médio Prazo .
A Foreca foi fundada em 1996 sob o nome Weather Service Finland.  Em janeiro de 2001, mudou seu nome para Foreca como parte de seus esforços para expandir a empresa internacionalmente.
A Foreca fornece serviços meteorológicos e meteorológicos para as indústrias automotiva, de mídia digital e de manutenção de estradas de inverno.  Desde 2004, a empresa mantém um contrato com a Microsoft para produzir conteúdo para seus sites internacionais do MSN e Microsoft Windows.  A Foreca fornece serviços meteorológicos para motoristas que são clientes de empresas como Daimler, BMW e TomTom.
A empresa oferece uma previsão meteorológica gratuitas para smartphones com o aplicativo chamado ForecaWeather.  Ele fornece condições atuais, previsões do tempo de 10 dias e animações climáticas para qualquer local do mundo.  O aplicativo está disponível para dispositivos Android , iOS e Windows 10 .